# NGC 985
NGC 985 is een ringvormig sterrenstelsel in het sterrenbeeld Walvis. Het hemelobject werd in 1886 ontdekt door de Amerikaanse astronoom Francis Preserved Leavenworth.

## Synoniemen
- PGC 9817
- MCG -2-7-35
- MK 1048
- VV 285
- KUG 0232-090
- IRAS02321-0900